# Rissoa
Rissoa Desmarest, 1814 è un genere di molluschi gasteropodi della sottoclasse Caenogastropoda.

## Descrizione
La Rissoa ha una conchiglia dal guscio piccolo, di forma allungato-conica, non ombelicata, con scultura assiale di solito predominante, spesso con costole larghe e prominenti. Spesso sono presenti fili a spirale deboli, a volte larghi con spazi tra loro infossati per formare fosse poco profonde. Costole assiali da deboli a moderatamente forti; corde a spirale deboli, basse, di solito non attraversano le costole assiali; assiali non terminati alla periferia da una corda a spirale ma solitamente deboli o assenti alla base; a volte liscia. Apertura con seno posteriore poco profondo ampiamente arrotondato anteriormente. Columella spesso spessa, a volte contorta. Labbro esterno da opistoclino a prosoclino, con varice esterna da debole a pronunciata. Protoconca strettamente conica, bordo sinuoso, di solito più di due spirali. Prodissoconca solitamente piccola, leggermente inclinata, a volte scolpita con pochi fili a spirale molto deboli che scompaiono prima dell'inizio della seconda spirale; altrimenti liscia.
Opercolo calcareo semplice con nucleo sottile eccentrico e ultima spirale grande.
Testa con tentacoli cefalici lunghi, leggermente rastremati ai lati e ciliati. Parte anteriore del piede ristretta con ghiandola mucosa posteriore. Bordo del mantello con un solo tentacolo palliale destro (posteriore). Un singolo, sottile tentacolo metapodiale triangolare di solito emerge dalla base. Di solito sul mantello sono presenti macchie di pigmento esterne, spesso nere o gialle.
La radula  è tipicamente tenioglossata con sette denti in ogni riga. Denti centrali concoppia di denticoli basali esterni derivati dai margini laterali; bordo ventrale di ciascun dente con estensione a forma di V moderatamente sviluppata. Denti marginali con cuspidi subeguali.
I sessi sono separati. La femmina ha il vestibolo ben sviluppato, ma senza evidenza di deposito di sperma. Il canale ventrale è evidente e forma un tubo separato nella parte posteriore della ghiandola dell'ovidotto inferiore. Bursa copulatrix di dimensioni uguali o leggermente più grandi della ghiandola dell'ovidotto superiore. Ghiandola dell'ovidotto superiore semplice (cioè non arrotolata), piccola (circa 1/4 di lunghezza della ghiandola dell'ovidotto inferiore), divisa in lobi simili a dita.
Le uova sono deposte in capsule circolari, a forma di lente, fissate al substrato. La stadio larvale planctotrofico è probabilmente presente nella maggior parte delle specie.
Rissoa, come tutti i Rissoidae, sono molluschi epifunali cioè vivono sul substrato, piuttosto che in esso. Si trovano sulle alghe e in posizioni riparate sotto pietre o coralli e nelle fessure. Quelli che vivono di alghe si nutrono di diatomee o microalghe che vivono sul loro ospite macroalghe e sono generalmente altamente mobili. Quelli che vivono in posizioni riparate generalmente si nutrono di foraminiferi e sono meno mobili. Le specie di acque profonde probabilmente si alimentano di detriti.
Il genere è distribuito nell'Atlantico nord-orientale (coste dell'Europa) e nel Mar Mediterraneo.

## Tassonomia

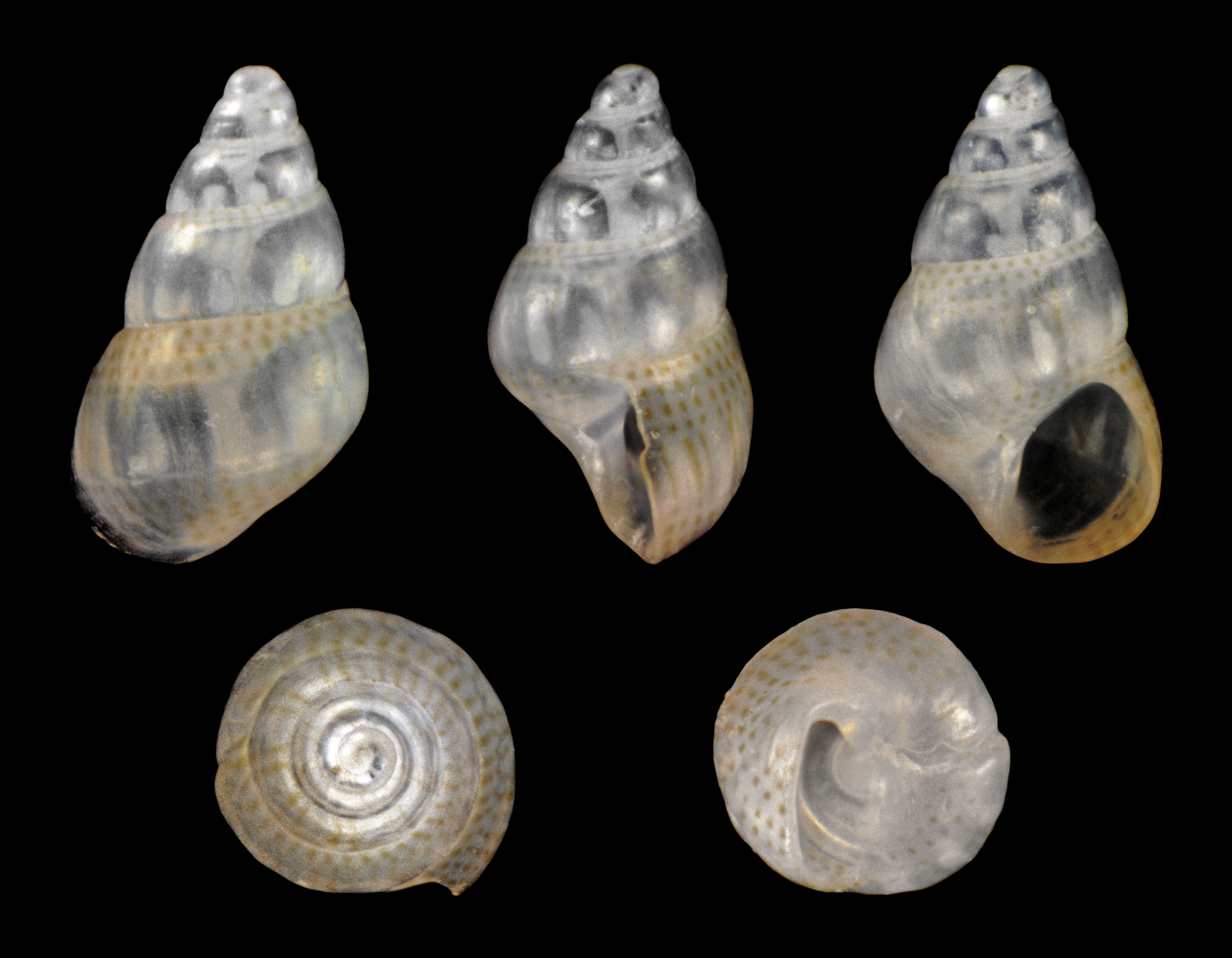
Rissoa albugo

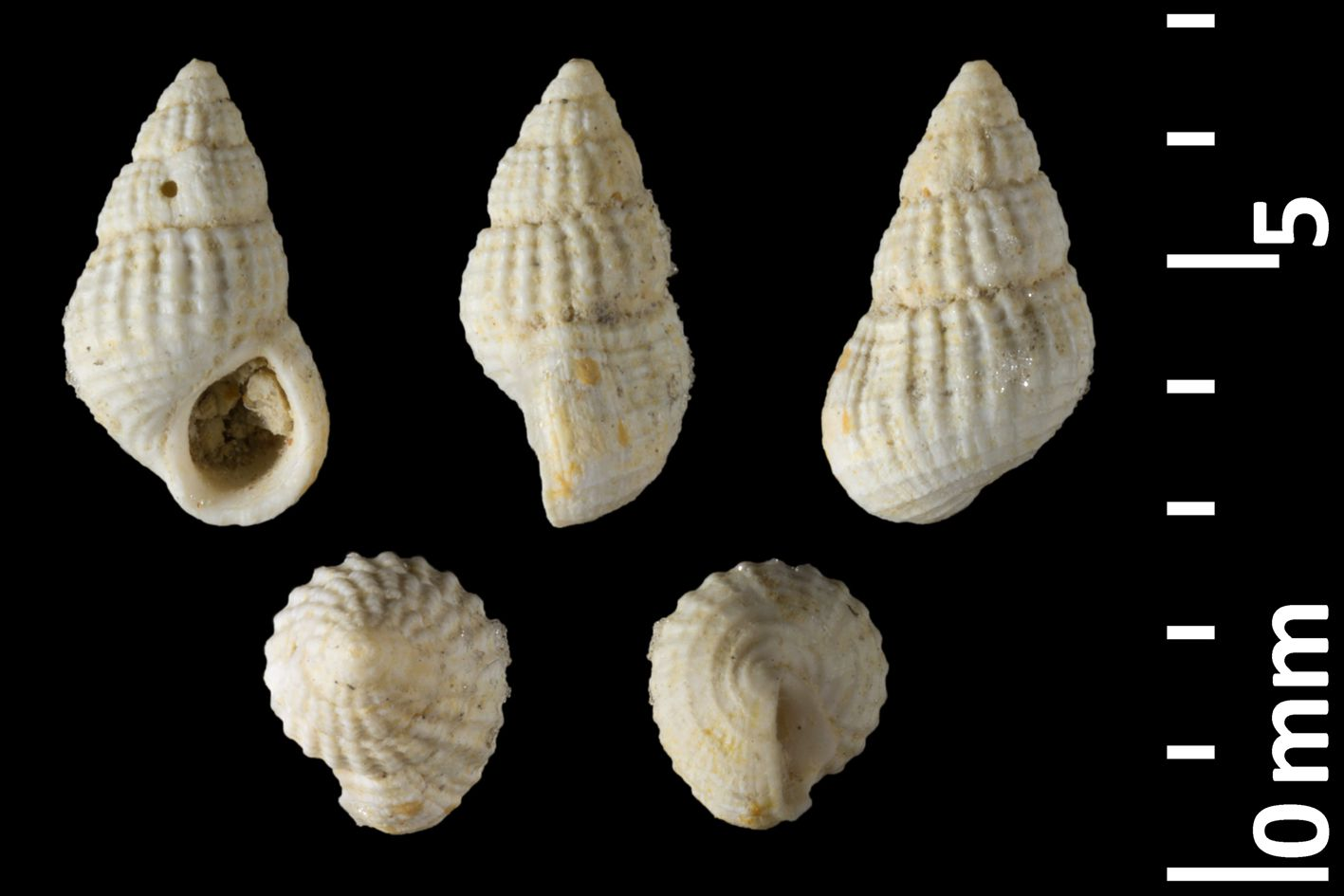
Rissoa barreti

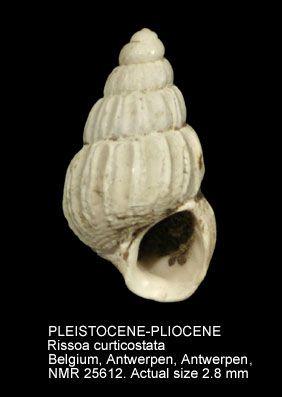
Rissoa curticostata

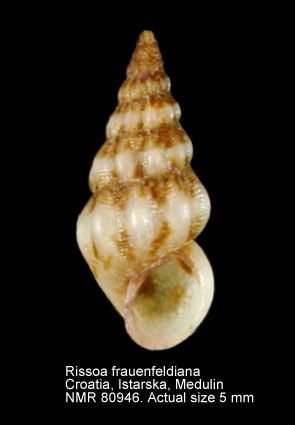
Rissoa frauenfeldiana

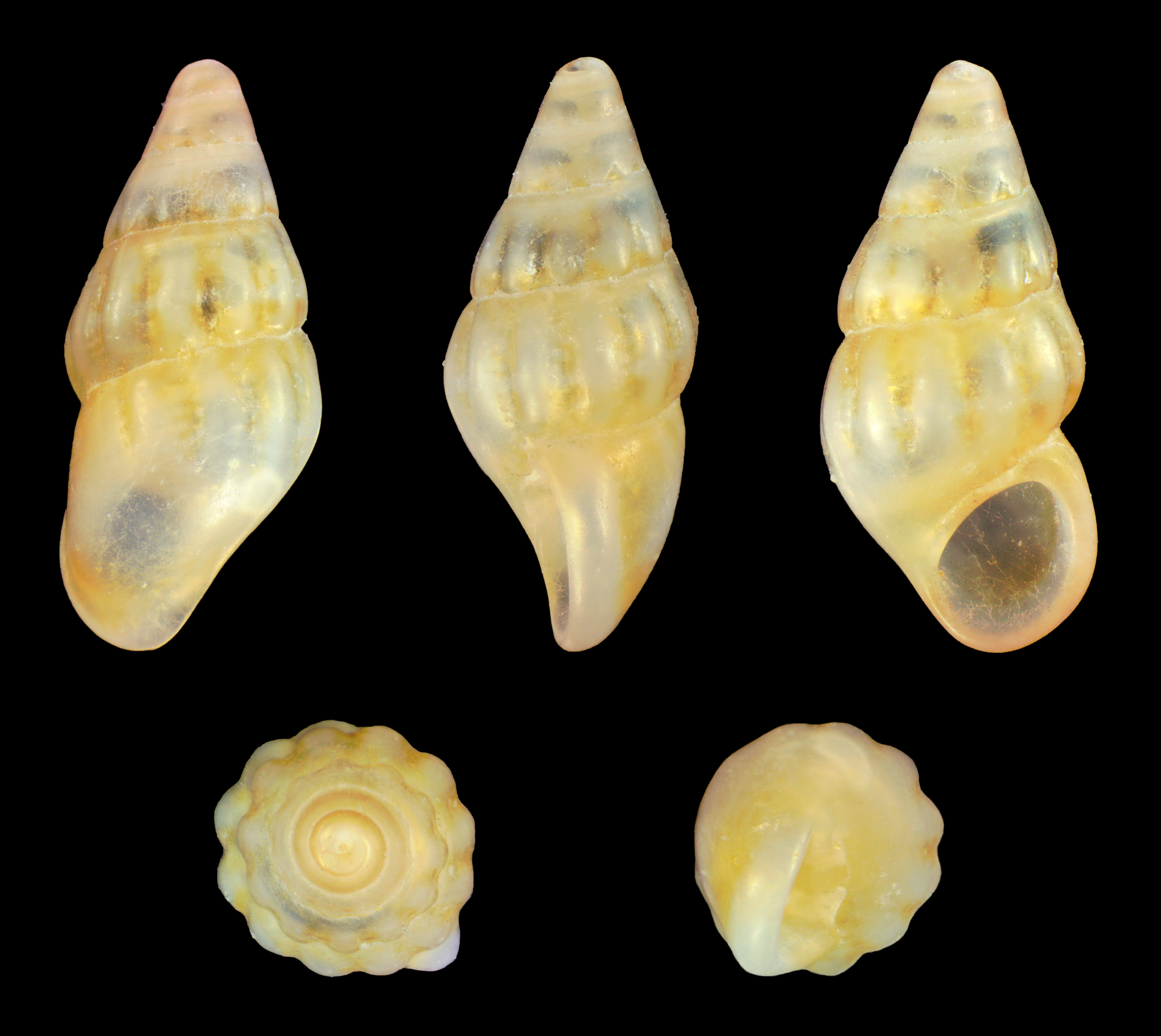
Rissoa gomerica 01.jpg

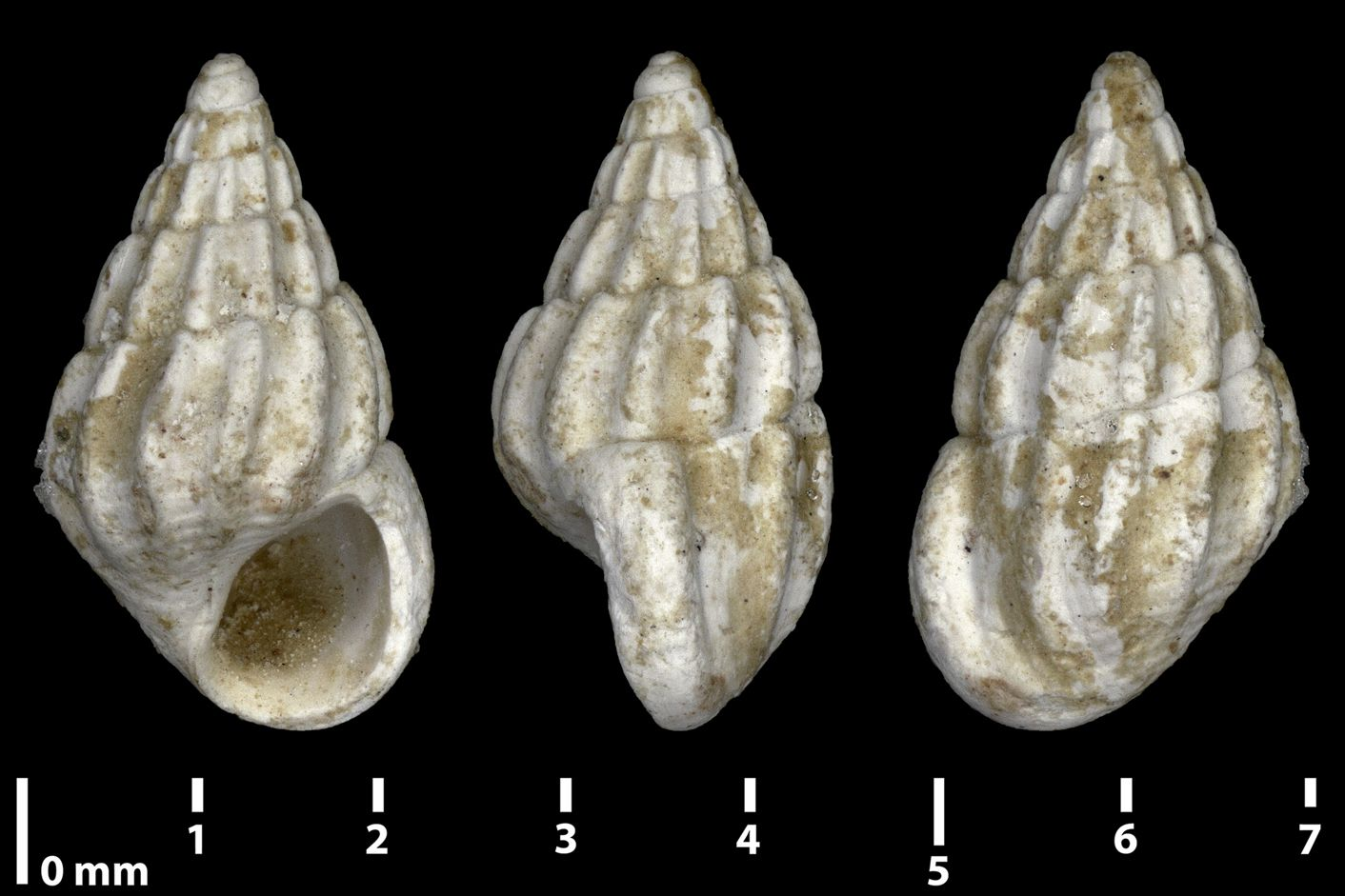
Rissoa inflexicosta

Il genere Rissoa conta 214 specie riconosciute, di cui 96 esistenti ed il resto fossili:
- Specie Rissoa aartseni Verduin, 1985
- Specie Rissoa acerosa Seguenza, 1903
- Specie Rissoa acutata Schauroth, 1857 †
- Specie Rissoa acuticosta (Sacco, 1895) †
- Specie Rissoa acuticosta Von Koenen, 1892 †
- Specie Rissoa adela d'Orbigny, 1852 †
- Specie Rissoa aethiopica Thiele, 1925
- Specie Rissoa albugo R. B. Watson, 1873
- Specie Rissoa alienocurta Lozouet, 1998 †
- Specie Rissoa alleryi (F. Nordsieck, 1972)
- Specie Rissoa alpina Gümbel, 1861 †
- Specie Rissoa angeli Tenison Woods, 1877
- Specie Rissoa angusticostata Sandberger, 1860 †
- Specie Rissoa anomala Eichwald, 1830 †
- Specie Rissoa arata Philippi, 1849
- Specie Rissoa athymorhyssa Dall, 1892 †
- Specie Rissoa atkinsoni Tenison Woods, 1877
- Specie Rissoa auriculata Seguenza, 1903
- Specie Rissoa auriformis Pallary, 1904
- Specie Rissoa auriscalpium (Linnaeus, 1758)
- Specie Rissoa australis G. B. Sowerby II, 1877
- Specie Rissoa baldacconii Cantraine, 1842 †
- Specie Rissoa balliae W. Thompson, 1840
- Specie Rissoa barreti Morlet, 1885 †
- Specie Rissoa basisulcata Etheridge & Bell in Bell, 1898 †
- Specie Rissoa becki W. H. Turton, 1933
- Specie Rissoa bissulca Buvignier, 1843 †
- Specie Rissoa boytonensis Harmer, 1925 †
- Specie Rissoa buccinalis (Lamarck, 1804) †
- Specie Rissoa callistrophia Dall, 1892 †
- Specie Rissoa candidata W. H. Turton, 1932
- Specie Rissoa certa Svagrovský, 1971 †
- Specie Rissoa chrysalida Chapman & Gabriel, 1914 †
- Specie Rissoa conuloidea Etheridge & Bell in Bell, 1893 †
- Specie Rissoa cooperi Tryon, 1865
- Specie Rissoa costeiensis Kowalke & Harzhauser, 2004 †
- Specie Rissoa costellata Grateloup, 1838 †
- Specie Rissoa crux Eichwald, 1853 †
- Specie Rissoa cureti Cossmann, 1918 †
- Specie Rissoa curticostata S. V. Wood, 1848 †
- Specie Rissoa cylindrella Odhner, 1924
- Specie Rissoa decipiens Deshayes, 1861 †
- Specie Rissoa decorata Philippi, 1846
- Specie Rissoa decorticata Landau, Ceulemans & Van Dingenen, 2018 †
- Specie Rissoa degrangei (Cossmann & Peyrot, 1919) †
- Specie Rissoa densecosta Etheridge & Bell in Bell, 1893 †
- Specie Rissoa diemenensis Petterd, 1884
- Specie Rissoa dilemma O. Boettger, 1906 †
- Specie Rissoa dissimilis Harmer, 1920 †
- Specie Rissoa dobrogica Necrasov, 1936
- Specie Rissoa duboisii Nyst, 1845 †
- Specie Rissoa dupiniana d'Orbigny, 1842 †
- Specie Rissoa electrae Manousis, 2019
- Specie Rissoa elegantula Piette, 1857 †
- Specie Rissoa epulata Pilsbry & C. W. Johnson, 1917 †
- Specie Rissoa eurydictium Cossmann, 1888 †
- Specie Rissoa euxinica Milaschewitsch, 1909
- Specie Rissoa exigua Eichwald, 1830 †
- Specie Rissoa flexuosa Von Koenen, 1892 †
- Specie Rissoa fragilis (Lamarck, 1804) †
- Specie Rissoa frauenfeldiana Brusina, 1866
- Specie Rissoa frenchiensis Gatliff & Gabriel, 1908
- Specie Rissoa gatliffiana Chapman & Gabriel, 1914 †
- Specie Rissoa gemmula P. Fischer, 1869
- Specie Rissoa geraea Dall, 1892 †
- Specie Rissoa gibsoni T. Brown, 1841 †
- Specie Rissoa glabrata G. B. Sowerby II, 1859
- Specie Rissoa goepperti Schauroth, 1857 †
- Specie Rissoa gomerica (F. Nordsieck & Talavera, 1979)
- Specie Rissoa gracilicosta Etheridge & Bell in Bell, 1893 †
- Specie Rissoa guerinii Récluz, 1843
- Specie Rissoa guernei Dautzenberg, 1889
- Specie Rissoa harmeri Faber, 2018 †
- Specie Rissoa hebes O. Boettger, 1906 †
- Specie Rissoa hidasensis Csepreghy-Meznerics, 1950 †
- Specie Rissoa houdasi Cossmann, 1907
- Specie Rissoa ilca Thiele, 1925
- Specie Rissoa ina Thiele, 1925
- Specie Rissoa inchoata Deshayes, 1861 †
- Specie Rissoa incompleta Hedley, 1908
- Specie Rissoa incompta A. A. Gould, 1862
- Specie Rissoa inflexicosta (Cossmann, 1921) †
- Specie Rissoa infrastriolata Thiele, 1925
- Specie Rissoa innocens W. H. Turton, 1932
- Specie Rissoa intermedia Grateloup, 1838 †
- Specie Rissoa intusstriata Etheridge & Bell in Bell, 1893 †
- Specie Rissoa irritans Thiele, 1925
- Specie Rissoa italiensis Verduin, 1985
- Specie Rissoa janusi (F. Nordsieck, 1972)
- Specie Rissoa jurensis Etallon, 1862 †
- Specie Rissoa karsteni R. Janssen, 1978 †
- Specie Rissoa layardi Petterd, 1884
- Specie Rissoa leighi T. Brown, 1841 †
- Specie Rissoa lia (Monterosato, 1884)
- Specie Rissoa liasina Dunker, 1846 †
- Specie Rissoa lilacina Récluz, 1843
- Specie Rissoa lipeus Dall, 1892 †
- Specie Rissoa lusoria Yokoyama, 1926 †
- Specie Rissoa macra R. B. Watson, 1886
- Specie Rissoa maya Yokoyama, 1926 †
- Specie Rissoa membranacea (J. Adams, 1800)
- Specie Rissoa microcharia Dall, 1892 †
- Specie Rissoa mirabilis Manzoni, 1868
- Specie Rissoa misera Deshayes, 1861 †
- Specie Rissoa mitreola Eichwald, 1853 †
- Specie Rissoa monodonta Philippi, 1836
- Specie Rissoa moreana Buvignier, 1852 †
- Specie Rissoa mosensis Buvignier, 1852 †
- Specie Rissoa mucronata Svagrovský, 1971 †
- Specie Rissoa multicincta Smriglio & Mariottini, 1995
- Specie Rissoa multicostata (F. Nordsieck & Talavera, 1979)
- Specie Rissoa munieri Szöts, 1953 †
- Specie Rissoa obeliscoides Landau, Ceulemans & Van Dingenen, 2018 †
- Specie Rissoa obeliscus May, 1915
- Specie Rissoa obliquisculpta Seguenza, 1879 †
- Specie Rissoa obtusa T. Brown, 1841 †
- Specie Rissoa olangoensis Poppe, Tagaro & Stahlschmidt, 2015
- Specie Rissoa oldhamiana Stoliczka, 1867 †
- Specie Rissoa ovulum Philippi, 1844 †
- Specie Rissoa pachia R. B. Watson, 1886
- Specie Rissoa panhormensis Verduin, 1985
- Specie Rissoa papuana Tapparone Canefri, 1877
- Specie Rissoa paradoxa (Monterosato, 1884)
- Specie Rissoa parva (da Costa, 1778)
- Specie Rissoa patens A. A. Gould, 1862
- Specie Rissoa paupera Thiele, 1925
- Specie Rissoa peregra Thiele, 1925
- Specie Rissoa perforata Thiele, 1925
- Specie Rissoa perspecta E. A. Smith, 1904
- Specie Rissoa phagon Gardner, 1947 †
- Specie Rissoa plagiostoma Thiele, 1925
- Specie Rissoa plica Cantraine, 1842
- Specie Rissoa pompholyx Dall, 1927
- Specie Rissoa poustagnacensis Lozouet, 1998 †
- Specie Rissoa pouweri Van Dingenen, Ceulemans & Landau, 2016 †
- Specie Rissoa proditoris Thiele, 1925
- Specie Rissoa pseudoguerini (F. Nordsieck & Talavera, 1979)
- Specie Rissoa pseudoturricula Strausz, 1966 †
- Specie Rissoa pucilla T. Brown, 1841 †
- Specie Rissoa pulvillus Hedley, 1906
- Specie Rissoa punctatissima R. Janssen, 1978 †
- Specie Rissoa punctum Cantraine, 1842
- Specie Rissoa quantilla W. H. Turton, 1932
- Specie Rissoa quarantellii Brunetti & Vecchi, 2005 †
- Specie Rissoa reussi Geinitz, 1875 †
- Specie Rissoa rimata Philippi, 1844 †
- Specie Rissoa rodhensis Verduin, 1985
- Specie Rissoa rufa Philippi, 1849
- Specie Rissoa rufanensis W. H. Turton, 1933
- Specie Rissoa rugosa Svagrovský, 1971 †
- Specie Rissoa rustica R. B. Watson, 1886
- Specie Rissoa sadoensis Yokoyama, 1926 †
- Specie Rissoa sarae Brunetti, Cresti & Forli, 2017 †
- Specie Rissoa scurra (Monterosato, 1917)
- Specie Rissoa scutula Bell, 1892 †
- Specie Rissoa searlesii Harmer, 1925 †
- Specie Rissoa seguenzorum Bertolaso & Palazzi, 2000 †
- Specie Rissoa selseyensis Harmer, 1925 †
- Specie Rissoa semicarinata de Folin, 1870
- Specie Rissoa semilaevis Von Koenen, 1892 †
- Specie Rissoa senecta S. V. Wood, 1872 †
- Specie Rissoa siberutensis Thiele, 1925
- Specie Rissoa similis Scacchi, 1836
- Specie Rissoa sismondiana Issel, 1869
- Specie Rissoa sobieskii Friedberg, 1923 †
- Specie Rissoa solidula Philippi, 1849
- Specie Rissoa sordida W. H. Turton, 1932
- Specie Rissoa sowerbyi W. H. Turton, 1932
- Specie Rissoa spinosa Seguenza †
- Specie Rissoa splendida Eichwald, 1830
- Specie Rissoa striatula Eichwald, 1830 †
- Specie Rissoa strombecki Schauroth, 1857 †
- Specie Rissoa subcarinta Cantraine, 1842 †
- Specie Rissoa subclathrata Buvignier, 1852 †
- Specie Rissoa sublachesis Zhizhchenko, 1936 †
- Specie Rissoa submarginata d'Orbigny, 1850 †
- Specie Rissoa subperforata Jeffreys, 1884 †
- Specie Rissoa sulcifera Sowerby II, 1876
- Specie Rissoa sumatrana Thiele, 1925
- Specie Rissoa sundaica Thiele, 1925
- Specie Rissoa suttonensis Harmer, 1925 †
- Specie Rissoa tenuilineata (Cossmann, 1921) †
- Specie Rissoa terebellum Philippi, 1844 †
- Specie Rissoa terebralis Grateloup, 1838 †
- Specie Rissoa teres W. H. Turton, 1932
- Specie Rissoa texta Borchert, 1901 †
- Specie Rissoa tirolensis Koken in von Wöhrmann & Koken, 1992 †
- Specie Rissoa tomlini W. H. Turton, 1933
- Specie Rissoa torquata Landau, Ceulemans & Van Dingenen, 2018 †
- Specie Rissoa torquilla Pallary, 1912
- Specie Rissoa trabeata Weisbord, 1962 †
- Specie Rissoa triasina Schauroth, 1857 †
- Specie Rissoa tristriata W. Thompson, 1840
- Specie Rissoa tritonia W. H. Turton, 1932
- Specie Rissoa tropica Stoliczka, 1868 †
- Specie Rissoa turbinata Defrance, 1827 †
- Specie Rissoa turbinopsis Deshayes, 1861 †
- Specie Rissoa turricula Eichwald, 1830 †
- Specie Rissoa umbilicata Philippi, 1851
- Specie Rissoa undulata Deshayes, 1861 †
- Specie Rissoa unisulca Buvignier, 1843 †
- Specie Rissoa valfini Guirand & Ogérien, 1865 †
- Specie Rissoa variabilis (Megerle von Mühlfeld, 1824)
- Specie Rissoa velata Zekeli, 1852 †
- Specie Rissoa ventricosa Desmarest, 1814
- Specie Rissoa venus d'Orbigny, 1852 †
- Specie Rissoa venusta Philippi, 1844
- Specie Rissoa verdensis Rolán & Oliveira, 2008
- Specie Rissoa vicina Milaschewitsch, 1916
- Specie Rissoa violacea Desmarest, 1814
- Specie Rissoa virdunensis Buvignier, 1852 †
- Specie Rissoa winkleri Müller, 1851 †
- Specie Rissoa ziga De Gregorio, 1890 †
- Specie Rissoa zosta Bayan, 1873 †

### Specie dubbie

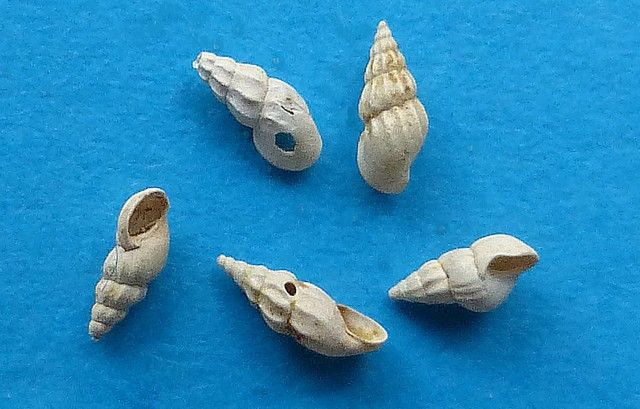
Rissoa angulatacuta

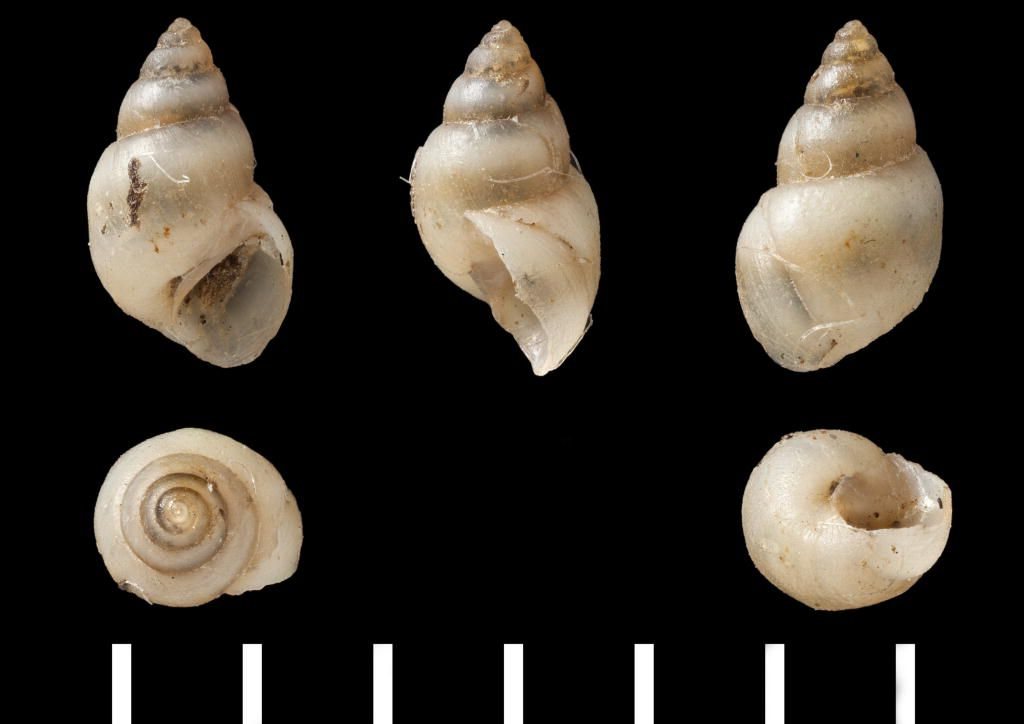
Rissoa capensis

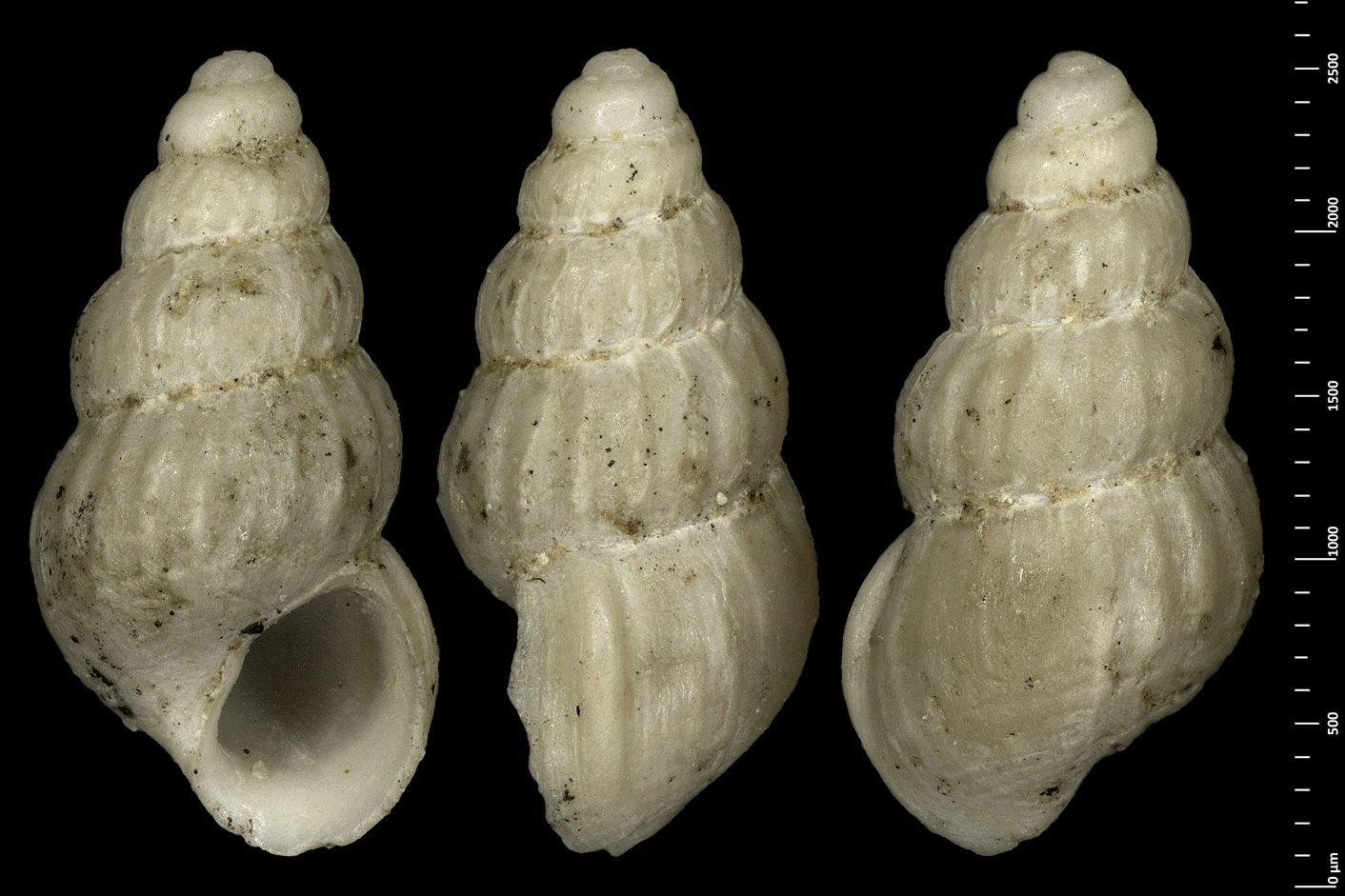
Rissoa johannae

Oltre alle suddette specie riconosciute, ne esistono un certo numero che si trovano nello stato di taxon inquirendum:
- Specie Rissoa abbreviata Baudon, 1853 †
- Specie Rissoa abjecta R. B. Watson, 1873
- Specie Rissoa aemula Monterosato †
- Specie Rissoa anatina auctt.
- Specie Rissoa angulatacuta (Sacco, 1895) †
- Specie Rissoa angustior (Monterosato, 1917)
- Specie Rissoa arata Récluz, 1843
- Specie Rissoa atomus E. A. Smith, 1890
- Specie Rissoa banatica Jekelius, 1944 †
- Specie Rissoa barbeti de Folin, 1867
- Specie Rissoa bartonensis Edwards, 1866 †
- Specie Rissoa cancellata Récluz, 1843
- Specie Rissoa cancellata (Lea, 1840) †
- Specie Rissoa capensis G. B. Sowerby III, 1892
- Specie Rissoa carolina Hébert & Renevier †
- Specie Rissoa catagrapha Monterosato, 1891 †
- Specie Rissoa chastelii "bosq[uet]" Senft, 1878 †
- Specie Rissoa cincta Deshayes, 1861 †
- Specie Rissoa cingilus Michaud, 1830
- Specie Rissoa cingulata Deshayes, 1861 †
- Specie Rissoa clathrata Gray, 1826
- Specie Rissoa clotho Hoernes, 1856 †
- Specie Rissoa coelata Monterosato
- Specie Rissoa confinis S. V. Wood, 1848 †
- Specie Rissoa coniformis de Folin, 1867
- Specie Rissoa costata Müller, 1851 †
- Specie Rissoa crassistriata S. V. Wood, 1848 †
- Specie Rissoa crebrisulcata G. B. Sowerby II, 1876 (taxon inquirendum, use in recent liteature currently undocumented)
- Specie Rissoa cumingii Sowerby, 1876
- Specie Rissoa curta Dall, 1927 (taxon inquirendum, non Dujardin, 1837)
- Specie Rissoa desmarestii "Audouin" Issel, 1869
- Specie Rissoa dissolata
- Specie Rissoa dorbignyi "Audouin" Issel, 1869
- Specie Rissoa dubia Defrance, 1827 †
- Specie Rissoa duplicata J. de C. Sowerby, 1829 †
- Specie Rissoa elegans A. Adams, 1853
- Specie Rissoa elegans Grateloup, 1838 †
- Specie Rissoa farquhari W. H. Turton, 1932
- Specie Rissoa fenestrata Etheridge & Bell in Bell, 1893 †
- Specie Rissoa filosa de Folin, 1872
- Specie Rissoa francoiana d'Orbigny, 1850 †
- Specie Rissoa fremenvillei "Audouin" Issel, 1869
- Specie Rissoa glabra (T. Brown, 1827)
- Specie Rissoa gracilis Svagrovský, 1971 †
- Specie Rissoa gracilis Schauroth, 1856 †
- Specie Rissoa granulum Philippi, 1844
- Specie Rissoa grateloupi Basterot †
- Specie Rissoa inflata Andrzejowski, 1835 †
- Specie Rissoa interfossa Weinkauff, 1885
- Specie Rissoa johannae Boettger, 1901 †
- Specie Rissoa kleciaki Monterosato
- Specie Rissoa laevigata Eichwald, 1830 †
- Specie Rissoa laevigata Von Koenen, 1883 †
- Specie Rissoa laevis J. de C. Sowerby, 1829 †
- Specie Rissoa lignea Thorpe
- Specie Rissoa maxima Briart & Cornet, 1868 †
- Specie Rissoa milleri de Folin, 1871
- Specie Rissoa minutissima T. Brown, 1841 †
- Specie Rissoa moulinsii d'Orbigny †
- Specie Rissoa multicostata Speyer, 1864 †
- Specie Rissoa nana (Lamarck, 1810) †
- Specie Rissoa nana Grateloup, 1838 †
- Specie Rissoa oblonga Milaschewitsch, 1916
- Specie Rissoa oblonga Andrzejowski, 1833 †
- Specie Rissoa obsoleta S. V. Wood, 1848 †
- Specie Rissoa obtusa Von Koenen, 1892 †
- Specie Rissoa orthezensis Cossmann & Peyrot, 1918 †
- Specie Rissoa ovata Speyer, 1869 †
- Specie Rissoa ovata Millet, 1865 †
- Specie Rissoa paludinoides Yokoyama, 1927 †
- Specie Rissoa paludinoides Calcara
- Specie Rissoa plebeja Yokoyama, 1922 †
- Specie Rissoa praeusta Récluz, 1843
- Specie Rissoa procera A. Adams, 1861
- Specie Rissoa pseustes E. A. Smith, 1890
- Specie Rissoa pulcherimma Etheridge & Bell in Bell, 1893 †
- Specie Rissoa roppii Deshayes, 1838 †
- Specie Rissoa rosea Deshayes, 1863
- Specie Rissoa schlosseriana (Brusina, 1870)
- Specie Rissoa soceni Jekelius, 1944 †
- Specie Rissoa souleyetana Récluz, 1843
- Specie Rissoa striata Andrzejowski, 1833 †
- Specie Rissoa subangulata (Andrusov, 1890) †
- Specie Rissoa subinflata (Andrusov, 1890) †
- Specie Rissoa succincta Nyst, 1845 †
- Specie Rissoa sultzeriana Sismonda †
- Specie Rissoa supracostata S. V. Wood, 1848 †
- Specie Rissoa tenuisculpta Boettger, 1869 †
- Specie Rissoa townsendi Melvill, 1910
- Specie Rissoa truncata Etheridge & Bell in Bell, 1893 †
- Specie Rissoa turricula Jeffreys, 1884
- Specie Rissoa whitleyi Etheridge & Bell in Bell, 1893 †